# Championnat d'Andorre de football 2018-2019
 (novembre 2019).
Si vous disposez d'ouvrages ou d'articles de référence ou si vous connaissez des sites web de qualité traitant du thème abordé ici, merci de compléter l'article en donnant les références utiles à sa vérifiabilité et en les liant à la section « Notes et références ».
Navigation
Saison 2017-2018 Saison 2019-2020
La saison 2018-2019 de Primera Divisió ou Lliga Multisegur Assegurances est la vingt-quatrième édition du championnat andorran de football. Le plus haut niveau du football andorran organisé par la Fédération d'Andorre de football, opposera cette saison huit clubs entre le 16 septembre 2018 et mai 2019.
La première phase du championnat se déroule en une série de matches aller-retour. La deuxième phase du championnat oppose les quatre premiers dans une phase de play-off pour se disputer la victoire finale, et, les quatre derniers pour éviter la relégation.
À l'issue de la saison, le champion se qualifie pour le tour préliminaire de la Ligue des champions 2019-2020. Le vainqueur de la Coupe de la Constitution et le deuxième se qualifient pour le tour préliminaire de la Ligue Europa 2019-2020.

## Équipes participantes
Après la saison 2017-2018, une équipe a été reléguée en Segona Divisió 2018-2019 : Penya Encarnada en tant que huitième du championnat qui est remplacée par FC Ordino en tant que champion de deuxième division.
Légende des couleurs
- Tour préliminaire de la Ligue des champions 2018-2019
- Tour préliminaire de la Ligue Europa 2018-2019
- Promu de Segona Divisió 2017-2018

| Club                  | Classement 2017-2018 |
| --------------------- | -------------------- |
| FC Santa Coloma       | 1er                  |
| UE Engordany          | 2e                   |
| UE Sant Julià         | 3e                   |
| FC Lusitanos          | 4e                   |
| UE Santa Coloma       | 5e                   |
| Inter Club d'Escaldes | 6e                   |
| FC Encamp             | 7e                   |
| FC Ordino             | 1er (D2)             |

## Compétition

### Format
Pour la première phase, chacune des huit équipes participant au championnat s'affronte à trois reprises pour un total de vingt-et-un matchs chacune. La majorité des matchs sont joués au Estadi Comunal d'Aixovall, seul le FC Encamp possède son propre stade.
Pour la deuxième phase, les quatre premiers participent à une phase de play-off pour se disputer la victoire finale, et, les quatre derniers pour éviter la relégation. L’équipe terminant huitième est directement reléguée en deuxième division tandis que l’équipe terminant à la septième place joue un match de barrage promotion-relégation contre le second de deuxième division.

### Phase 1

#### Classement
Le classement est établi sur le barème de points classique (victoire à 3 points, match nul à 1, défaite à 0). Pour départager les égalités, on tient d'abord compte de la différence de buts générale, puis du nombre de buts marqués, puis des confrontations directes et enfin si la qualification ou la relégation est en jeu, les deux équipes jouent une rencontre d'appui sur terrain neutre.
| Rang | Équipe                | Pts | J  | G  | N | P  | Bp | Bc | Diff |
| ---- | --------------------- | --- | -- | -- | - | -- | -- | -- | ---- |
| 1    | UE Sant Julià         | 45  | 21 | 13 | 6 | 2  | 42 | 16 | +26  |
| 2    | FC Santa ColomaT      | 43  | 21 | 12 | 7 | 2  | 32 | 12 | +20  |
| 3    | Inter Club d'Escaldes | 40  | 21 | 12 | 4 | 5  | 30 | 21 | +9   |
| 4    | UE Engordany          | 31  | 21 | 8  | 7 | 6  | 26 | 24 | +2   |
| 5    | FC OrdinoP            | 23  | 21 | 7  | 2 | 12 | 27 | 32 | -5   |
| 6    | UE Santa Coloma       | 21  | 21 | 5  | 6 | 10 | 25 | 29 | -4   |
| 7    | FC Lusitanos          | 19  | 21 | 5  | 4 | 12 | 21 | 38 | -17  |
| 8    | FC Encamp             | 10  | 21 | 2  | 4 | 15 | 16 | 47 | -31  |

Légende
- Qualification pour la poule pour le titre
- Qualification pour la poule de relégation

Abréviations
T : Tenant du titre

P : Promu
source (en catalan)

### Phase 2
| Rang | Équipe                | Pts | J  | G  | N | P  | Bp | Bc | Diff |
| ---- | --------------------- | --- | -- | -- | - | -- | -- | -- | ---- |
| 1    | FC Santa Coloma T     | 54  | 27 | 15 | 9 | 3  | 41 | 18 | +23  |
| 2    | UE Sant Julià         | 53  | 27 | 15 | 8 | 4  | 52 | 26 | +26  |
| 3    | Inter Club d'Escaldes | 51  | 27 | 15 | 6 | 6  | 39 | 27 | +12  |
| 4    | UE Engordany C        | 33  | 27 | 8  | 9 | 10 | 30 | 34 | -4   |

| Rang | Équipe          | Pts | J  | G  | N | P  | Bp | Bc | Diff |
| ---- | --------------- | --- | -- | -- | - | -- | -- | -- | ---- |
| 5    | UE Santa Coloma | 34  | 27 | 9  | 7 | 11 | 35 | 33 | +2   |
| 6    | FC OrdinoP      | 32  | 27 | 10 | 2 | 15 | 35 | 41 | -6   |
| 7    | FC Lusitanos    | 21  | 27 | 5  | 6 | 16 | 22 | 46 | -24  |
| 8    | FC Encamp       | 20  | 27 | 5  | 5 | 17 | 24 | 53 | -29  |

| Légende : Qualifications et relégations | Légende : Qualifications et relégations                                              |
| --------------------------------------- | ------------------------------------------------------------------------------------ |
|                                         | Ligue des champions 2019-2020                                                        |
|                                         | Ligue Europa 2019-2020                                                               |
|                                         | Participation au barrage de promotion-relégation                                     |
|                                         | Relégation en Segona Divisió                                                         |
|                                         | T : Tenant du titre 2017-2018 P : Promu C : Vainqueur de la Coupe de la Constitution |

### Barrage de promotion-relégation
À la fin de la saison, l'avant-dernier de Primera Divisió affrontera la deuxième meilleure équipe de Segona Divisió pour tenter de se maintenir.
| Équipe 1       | Résultat           | Équipe 2          | Aller | Retour |
| -------------- | ------------------ | ----------------- | ----- | ------ |
| CE Carroi (D2) | 1-1 t. a. b. (4-2) | FC Lusitanos (D1) | 1-0   | 0-1    |